# Governança
A governança compreende todos os processos de "governar" - seja pelo governo de um estado, por um mercado ou por uma rede - sobre um sistema social (família, tribo, organização formal ou informal, um território ou através de territórios) ou através do leis, normas, poder ou linguagem de uma sociedade organizada. Relaciona-se com "os processos de interação e tomada de decisão entre os atores envolvidos em um problema coletivo que leva à criação, reforço ou reprodução de normas e instituições sociais". Em outras palavras, poderia ser descrito como os processos políticos que existem em e entre instituições formais.
Uma variedade de entidades (conhecidas genericamente como "corpos diretivos") podem governar. O mais formal é um governo, um órgão cuja única responsabilidade e autoridade é tomar decisões vinculantes em um dado sistema geopolítico (como um estado) estabelecendo leis. Outros tipos de governo incluem uma organização (como uma corporação reconhecida como uma entidade legal por um governo), um grupo sócio-político (chefe, tribo, gangue, família, denominação religiosa, etc.), ou outro grupo informal de pessoas. Nos relacionamentos de negócios e terceirização, os frameworks de governança são criados    em contratos relacionais que promovem a colaboração e a inovação a longo prazo.
A governança é a forma como as regras, normas e ações são estruturadas, sustentadas, reguladas e responsabilizadas. O grau de formalidade depende das regras internas de uma determinada organização e, externamente, com seus parceiros de negócios. Como tal, a governança pode assumir muitas formas, impulsionada por muitas motivações diferentes e com muitos resultados diferentes. Por exemplo, um governo pode operar como uma democracia onde os cidadãos votam sobre quem deve governar e o bem público é o objetivo, enquanto uma organização sem fins lucrativos ou uma corporação pode ser governada por um pequeno conselho de diretores e buscar objetivos mais específicos.
Além disso, uma variedade de atores externos sem poder de decisão pode influenciar o processo de governança. Estes incluem lobbies, think tanks, partidos políticos, organizações não governamentais, comunidade e mídia.

## Origem da palavra
Como o governo, a palavra governança deriva, em última instância, do verbo grego kubernaein [kubernáo] (que significa dirigir, o sentido metafórico sendo primeiro atestado em Platão). Seu uso ocasional em inglês para se referir à atividade específica de governar um país pode ser rastreado até a Inglaterra moderna, quando a expressão "governo do reino" aparece nas obras de William Tyndale e na correspondência real entre Jaime V da Escócia. e Henrique VIII da Inglaterra. O primeiro uso em conexão com estruturas institucionais (como distinto do governo individual) está em The Governance of England de Charles Plummer (uma tradução de 1885 de uma obra latina do século XV de John Fortescue, também conhecida como A Diferença entre um Absoluto e uma Monarquia Limitada). Esse uso da governança para se referir aos arranjos do governo tornou-se ortodoxo, inclusive no texto seminal de Sidney Low, do mesmo título, em 1904, e entre alguns historiadores constitucionais britânicos posteriores.
No entanto, o uso do termo governança no seu sentido atual mais amplo, abrangendo as atividades de uma enorme gama de instituições públicas e privadas, se iniciou apenas na década de 1990, quando foi renomeado por economistas e cientistas políticos e disseminado por instituições como a ONU, o FMI e o Banco Mundial. Desde então, o termo vem ganhando cada vez mais uso.

## Tipos
A governança geralmente se refere a um nível específico de governança associado a um tipo de organização (incluindo governança pública, governança global, governança sem fins lucrativos, governança corporativa e governança de projetos), um "campo" particular de governança associado a um tipo de atividade ou resultado (incluindo governança ambiental, governança da Internet e governança de tecnologia da informação) ou um "modelo" particular de governança, muitas vezes derivado de uma teoria empírica ou normativa (incluindo governança regulatória, governança participativa, governança multinível, metagovernança e governança colaborativa).
A governança também pode definir agendas normativas ou práticas. Conceitos normativos de governança justa ou boa governança são comuns entre as organizações políticas, do setor público, voluntárias e do setor privado.

### Governança como processo
Em seu sentido mais abstrato, a governança é um conceito teórico referente às ações e processos pelos quais práticas e organizações estáveis surgem e persistem. Essas ações e processos podem operar em organizações formais e informais de qualquer tamanho; e eles podem funcionar para qualquer propósito, bem ou mal, para lucro ou não. Concebendo a governança dessa maneira, pode-se aplicar o conceito aos estados, às empresas, às organizações sem fins lucrativos, às ONGs, às parcerias e outras associações, aos relacionamentos comerciais (especialmente relacionamentos complexos de terceirização), às equipes de projeto e a qualquer número. dos seres humanos envolvidos em alguma atividade intencional.
A maioria das teorias de governança como processo surgiu da economia neoclássica . Essas teorias constroem modelos dedutivos, baseados nos pressupostos da economia moderna, para mostrar como atores racionais podem vir a estabelecer e sustentar organizações formais, incluindo empresas e estados, e organizações informais, como redes e práticas para governar os bens comuns. Muitas dessas teorias se baseiam na economia dos custos de transação.

### Governança pública
Há uma distinção entre os conceitos de governança e política. A política envolve processos pelos quais um grupo de pessoas (talvez com opiniões ou interesses divergentes) chega a decisões coletivas geralmente consideradas vinculativas para o grupo e aplicadas como políticas comuns. A governança, por outro lado, transmite os elementos administrativos e processuais do governo, e não os antagônicos. Tal argumento continua a assumir a possibilidade da tradicional separação entre "política" e "administração". A teoria e a prática do governo contemporâneo às vezes questionam essa distinção, afirmando que tanto a "governança" quanto a "política" envolvem aspectos de poder e responsabilidade.
O ponto fundamental a partir do qual se desenvolve o conceito de governança pública é o gerenciamento das relações entre as partes interessadas. Sob essa perspectiva, os atores estatais estão em um contínuo processo de negociação com a sociedade. Governança pública pode ser definida, portanto, como arranjos de natureza pública que permitem a participação de todos os interessados, sob a coordenação do Estado, na solução dos problemas comuns, possibilitando assim a entrega de serviços públicos de qualidade, bem como o controle social.

### Governança privada
A governança privada ocorre quando entidades não-governamentais, incluindo organizações privadas, organizações de resolução de conflitos ou outros grupos de terceiros, criam regras e/ou normas que têm um efeito vinculante na "qualidade de vida e oportunidades do público em geral". Simplificando, entidades privadas - não públicas - estão fazendo políticas públicas. Por exemplo, as companhias de seguros exercem um grande impacto social, em grande parte invisível e livremente aceito, que é uma forma privada de governança na sociedade; por sua vez, as resseguradoras, como empresas privadas, podem exercer governança privada semelhante sobre suas operadoras subjacentes. O termo "política pública" não deve ser exclusivamente associado à política feita pelo governo. A política pública pode ser criada pelo setor privado ou pelo setor público. Se alguém quiser se referir apenas à política pública feita pelo governo, o melhor termo a ser usado é "política governamental", que elimina a ambiguidade em relação ao agente da formulação de políticas.

### Governança global
A governança global é definida como "o complexo de instituições, mecanismos, relacionamentos e processos formais e informais entre e entre estados, mercados, cidadãos e organizações, tanto inter e não-governamentais, através dos quais interesses coletivos no plano global são articulados, direito e obrigações são estabelecidos, e as diferenças são mediadas". Em contraste com o significado tradicional de "governança", alguns autores como James Rosenau usaram o termo "governança global" para denotar a regulação de relações interdependentes na ausência de uma autoridade política abrangente. O melhor exemplo disso é o sistema internacional ou relações entre estados independentes. O termo, no entanto, pode ser aplicado sempre que um grupo de iguais livres precisa formar um relacionamento regular.

### Framework analítico de governança
O Framework Analítico de Governança (GAF) é uma metodologia prática para investigar os processos de governança, onde vários atores interagem e tomam decisões sobre questões coletivas, criando ou reforçando normas e instituições sociais. Postula-se que os processos de governança podem ser encontrados em qualquer sociedade, e diferentemente de outras abordagens, que estes podem ser observados e analisados a partir de uma perspectiva não-normativa. Propõe uma metodologia baseada em cinco principais unidades analíticas: problemas, atores, normas, processos e "pontos nodais". Essas unidades analíticas logicamente articuladas compõem uma metodologia coerente destinada a ser utilizada como ferramenta para a pesquisa empírica em política social.

### Governança sem fins lucrativos
A governança sem fins lucrativos tem um duplo enfoque: alcançar a missão social da organização e garantir que a organização seja viável. Ambas as responsabilidades dizem respeito à responsabilidade fiduciária que um conselho de administração (às vezes chamado de diretoria ou diretoria ou comitê de gestão - os termos são intercambiáveis) tem com relação ao exercício de autoridade sobre as ações explícitas tomadas pela organização. A confiança pública e a prestação de contas é um aspecto essencial da viabilidade organizacional, de forma que ela alcance a missão social de maneira respeitada por aqueles a quem a organização serve e a sociedade na qual ela está localizada.

### Governança corporativa
As organizações corporativas costumam usar a palavra governança para descrever ambas:
1. A maneira pela qual os conselhos ou seus afins dirigem uma corporação
2. As leis e costumes (regras) aplicáveis a essa direção

A governança corporativa consiste no conjunto de processos, costumes, políticas, leis e instituições que afetam a forma como as pessoas dirigem, administram ou controlam uma corporação. A governança corporativa também inclui as relações entre os diversos atores envolvidos (as partes interessadas) e as metas corporativas. Os principais atores incluem os acionistas, a administração e o conselho de administração. Outras partes interessadas incluem funcionários, fornecedores, clientes, bancos e outros credores, reguladores, o meio ambiente e a comunidade em geral.
O primeiro uso documentado da palavra "governança corporativa" é de Richard Eells (1960, p.108) para denotar "a estrutura e funcionamento da política corporativa". O conceito de "governo corporativo" é mais antigo e já era usado em livros de finanças no início do século XX (Becht, Bolton, Röell 2004).

### Projeto governamental
A governança do projeto é a estrutura de gerenciamento na qual as decisões do projeto são tomadas. Sua função é fornecer um sistema repetitivo e robusto por meio do qual uma organização pode gerenciar seus investimentos de capital - a governança de projetos lida com tarefas como delinear as relações entre todos os grupos envolvidos e descrever o fluxo de informações para todas as partes interessadas.

### Governança ambiental
A governança em um contexto ambiental pode se referir a:
- um conceito em ecologia política que promove a política ambiental que defende a atividade humana sustentável (ou seja, que a governança deve ser baseada em princípios ambientais).
- os processos de tomada de decisão envolvidos no controle e gestão do meio ambiente e dos recursos naturais. A União Internacional para a Conservação da Natureza (IUCN) define a governança ambiental como as "interações multiníveis (isto é, local, nacional, internacional/global) entre, mas não se limitando a, três atores principais - estado, mercado e sociedade civil - que interagem entre si, de maneira formal e informal, na formulação e implementação de políticas em resposta às demandas e contribuições da sociedade relacionadas ao meio ambiente, vinculadas a regras, procedimentos, processos e comportamento amplamente aceito, possuindo características de "boa governança"; com o objetivo de alcançar um desenvolvimento ambientalmente sustentável."

### Governança da terra
A governança fundiária está preocupada com questões de propriedade e posse da terra. Consiste nas políticas, processos e instituições através dos quais as decisões sobre o acesso, uso e controle da terra são tomadas, implementadas e aplicadas; trata-se também de administrar e reconciliar reivindicações concorrentes em terra. Nos países em desenvolvimento, é relevante como uma ferramenta para contribuir para o desenvolvimento equitativo e sustentável, abordando o fenômeno que é conhecido como " apropriação de terras". A dimensão operacional da governança fundiária é a administração da terra.
Considera-se que a segurança da posse da terra contribui para a redução da pobreza e para a segurança alimentar, uma vez que pode permitir que os agricultores participem plenamente na economia. Sem direitos de propriedade reconhecidos, é difícil para os pequenos empresários, inclusive os agricultores, obter crédito ou vender seus negócios - daí a relevância de uma governança abrangente da terra.
Há um feedback constante entre os problemas de posse da terra e a governança da terra. Por exemplo, tem sido argumentado que o que é freqüentemente chamado de “apropriação de terras”, foi parcialmente possibilitado pela liberalização inspirada pelo Consenso de Washington de mercados de terra em países em desenvolvimento. Muitos negócios de aquisição de terras foram percebidos como tendo consequências negativas, e isso, por sua vez, levou a iniciativas para melhorar a governança fundiária nos países em desenvolvimento.
A qualidade da governança da terra depende de sua implementação prática, que é conhecida como administração da terra: "a maneira pela qual as regras de posse da terra são colocadas em operação". Outro fator é a prestação de contas: o grau em que os cidadãos e grupos de partes interessadas são consultados e podem responsabilizar suas autoridades.
A principal iniciativa política internacional para melhorar a governança fundiária é conhecida como Diretrizes Voluntárias sobre a Governança Responsável da Posse de Terra, Pesca e Florestas no Contexto da Segurança Alimentar Nacional (VGGT), endossada pelo Comitê de Segurança Alimentar Mundial (CFS).

### Governança da Internet
A governança da Internet foi definida pela Cúpula Mundial da Sociedade da Informação como "o desenvolvimento e aplicação pelos governos, setor privado e sociedade civil, em seus respectivos papéis, de princípios, normas, regras, procedimentos de tomada de decisão e programas compartilhados que moldam a evolução e uso da Internet". A governança da Internet lida com a influência que cada setor da sociedade deve ter no desenvolvimento da Internet, como em que medida o Estado deveria ser capaz de censurá-lo e como os problemas na Internet, como o cyber-bullying, deveriam ser abordados.

### Governança de tecnologia da informação
A governança de TI lida principalmente com conexões entre foco de negócios e gerenciamento de TI. O objetivo da governança clara é garantir que o investimento em TI gere valor de negócios e reduza os riscos associados a projetos de TI.

### Governança regulatória
A governança regulatória reflete o surgimento de regimes políticos descentralizados e mutuamente adaptativos, que se baseiam na regulação, e não na prestação de serviços, tributação e gastos. O termo captura a tendência dos regimes políticos de lidar com a complexidade com um sistema de regras delegado. É provável que apareça em arenas e nações que são mais complexas, mais globais, mais contestadas e mais liberalmente democráticas. O termo se baseia e estende os termos do estado regulador, por um lado, e a governança, por outro. Enquanto o termo estado regulador marginaliza os atores não-estatais (ONGs e Empresas) no âmbito doméstico e global, o termo governança marginaliza a regulação como um instrumento constitutivo de governança. O termo governança regulatória, portanto, nos permite entender a governança para além do estado e da governança via regulação.

### Governança participativa
A governança participativa enfoca o aprofundamento do engajamento democrático por meio da participação dos cidadãos nos processos de governança com o Estado. A ideia é que os cidadãos devem desempenhar um papel mais direto na tomada de decisões públicas ou, pelo menos, envolver-se mais profundamente com questões políticas. Os funcionários do governo também devem ser responsivos a esse tipo de compromisso. Na prática, a governança participativa pode suplementar os papéis dos cidadãos como eleitores ou vigilantes através de formas mais diretas de envolvimento.

### Governança de contrato
(Veja também gerenciamento de contratos.) O pensamento emergente sobre governança de contratos está se concentrando na criação de uma estrutura de governança na qual as partes têm interesse em administrar os acordos contratuais, que geralmente são altamente complexos, de uma maneira mais colaborativa, alinhada, flexível e confiável. Em 1979, Oliver Williamson, laureado com o Nobel, escreveu que a estrutura de governança de um contrato é a "estrutura dentro da qual a integridade de uma transação é decidida", acrescentando que "como os contratos são variados e complexos, as estruturas de governança variam de acordo com a natureza da transação".

### Governança multinível
A governança multinível é o conceito e o estudo do fato de que muitas estruturas de autoridade interconectadas estão presentes em uma economia política global. A teoria da governança multinível, desenvolvida principalmente por Liesbet Hooghe e Gary Marks, surgiu da crescente Integração europeia, particularmente através da União Europeia. José Manuel Barroso, antigo Presidente da Comissão Europeia, declarou que "o sistema de governação multinível em que assenta a nossa política regional europeia constitui um impulso fundamental para a competitividade da União" e que, em tempos de crise económica, "a governança multinível deve ser uma prioridade".

### Metagovernança
"Metagovernança" é o "governo do governo". Representa os princípios éticos estabelecidos, ou "normas", que moldam e orientam todo o processo de governança. É importante notar que não há configurações claramente definidas dentro das quais a metagovernança ocorre, ou pessoas particulares que são responsáveis por ela. Enquanto alguns acreditam que a metagovernança seja o papel do Estado que supostamente quer dirigir os atores em uma direção particular, pode "potencialmente ser exercida por qualquer ator habilidoso" que deseje influenciar o processo de governança. Exemplos disso incluem a publicação de códigos de conduta no mais alto nível de governo internacional, e a mídia se concentrando em questões específicas no nível sociocultural. Apesar de suas diferentes fontes, ambos buscam estabelecer valores de tal forma que se tornem “normas” aceitas. O fato de que as "normas" podem ser estabelecidas em qualquer nível e podem então ser usadas para moldar o processo de governança como um todo, significa que a metagovernança é parte tanto da entrada quanto da saída do sistema de governo.

### Governança colaborativa
Uma estrutura de governança colaborativa usa uma estrutura de gerenciamento de relacionamento, processos conjuntos de gerenciamento de desempenho e transformação e um plano de gerenciamento de saída como mecanismos de controle para incentivar as organizações a realizar mudanças proativas e éticas para o benefício mútuo de todas as partes.

### Governança do setor de segurança
A governança do setor de segurança (SSG) é um conceito de subparte ou estrutura de governança de segurança que se concentra especificamente nas decisões sobre segurança e sua implementação no setor de segurança de um único estado. O SSG aplica os princípios de boa governança ao setor de segurança em questão.

## Como conceito normativo

### Governança justa
Ao discutir a governança em organizações específicas, a qualidade da governança dentro da organização é freqüentemente comparada a um padrão de boa governança..No caso de uma empresa ou de uma organização sem fins lucrativos, por exemplo, a boa governança está relacionada a um gerenciamento consistente, políticas coesivas, orientação, processos e direitos de decisão para uma determinada área de responsabilidade e supervisão e prestação de contas adequadas. A "boa governança" implica que os mecanismos funcionam de maneira a permitir que os executivos (os "agentes") respeitem os direitos e interesses das partes interessadas (os "principais"), em um espírito de democracia.

### Boa governança
A boa governança é um termo indeterminado usado na literatura de desenvolvimento internacional para descrever vários relatos normativos de como as instituições públicas devem conduzir os assuntos públicos e administrar os recursos públicos. Esses relatos normativos muitas vezes são justificados com base no fato de que eles são considerados propícios para fins econômicos, como a erradicação da pobreza e o desenvolvimento econômico bem-sucedido. Organizações não surpreendentemente diferentes definiram governança e boa governança de forma diferente para promover diferentes fins normativos.
O Banco Mundial define governança como: 
"A maneira pela qual o poder é exercido no gerenciamento dos recursos econômicos e sociais para o desenvolvimento".
O projeto Worldwide Governance Indicators do Banco Mundial define governança como: 
"As tradições e instituições pelas quais a autoridade em um país é exercida".
Isso considera o processo pelo qual os governos são selecionados, monitorados e substituídos; a capacidade do governo para efetivamente formular e implementar políticas sólidas e o respeito aos cidadãos e ao estado das instituições que governam as interações econômicas e sociais entre eles.
Uma definição alternativa considera a governança como: 
"O uso de instituições, estruturas de autoridade e até colaboração para alocar recursos e coordenar ou controlar a atividade na sociedade ou na economia".
De acordo com o Projeto Regional de Governança Local do Programa das Nações Unidas para o Desenvolvimento para a América Latina: 
"A governança tem sido definida como as regras do sistema político para resolver conflitos entre atores e adotar decisão (legalidade). Também tem sido usado para descrever o "bom funcionamento das instituições e sua aceitação pelo público" (legitimidade). E tem sido usado para invocar a eficácia do governo e a obtenção de consenso por meios democráticos (participação)".

### Medição e Avaliação
Desde os primeiros anos da década de 2000, foram realizados esforços na comunidade de pesquisa e desenvolvimento internacional para avaliar e medir a qualidade da governança de países em todo o mundo. Medir a governança é inerentemente um exercício controverso e um tanto político. Por conseguinte, é feita uma distinção entre avaliações externas, avaliações pelos pares e autoavaliações. Exemplos de avaliações externas são avaliações de doadores ou índices comparativos produzidos por organizações não-governamentais internacionais. Um exemplo de avaliação por pares é o Mecanismo Africano de Revisão por Pares. Exemplos de autoavaliações são avaliações conduzidas pelos países que podem ser lideradas pelo governo, sociedade civil, pesquisadores e/ou outras partes interessadas em nível nacional.
Um desses esforços para criar uma medida internacionalmente comparável de governança e um exemplo de avaliação externa é o projeto Indicadores Globais de Governança, desenvolvido por membros do Banco Mundial e do Instituto do Banco Mundial. O projeto relata indicadores agregados e individuais para mais de 200 países em seis dimensões de governança: voz e responsabilidade, estabilidade política e falta de violência, eficácia do governo, qualidade regulatória, estado de direito, controle da corrupção. Para complementar os Indicadores Mundiais de Governança entre países, o Instituto do Banco Mundial desenvolveu as Pesquisas de Governança do Banco Mundial, que são ferramentas de avaliação de governança em nível de país que operam no nível micro ou subnacional e usam informações coletadas do próprio país. cidadãos, empresários e trabalhadores do setor público para diagnosticar vulnerabilidades de governança e sugerir abordagens concretas para combater a corrupção.
Um Índice Mundial de Governança (WGI) foi desenvolvido em 2009 e está aberto para melhorias por meio de participação pública. Os seguintes domínios, na forma de indicadores e índices compostos, foram selecionados para alcançar o desenvolvimento do WGI: Paz e Segurança, Estado de Direito, Direitos Humanos e Participação, Desenvolvimento Sustentável e Desenvolvimento Humano. Além disso, em 2009, a Fundação Bertelsmann publicou os Indicadores de Governança Sustentável (SIG), que medem sistematicamente a necessidade de reforma e a capacidade de reforma dentro dos países da Organização para a Cooperação e Desenvolvimento Econômico (OCDE). O projeto examina em que medida os governos podem identificar, formular e implementar reformas efetivas que tornem uma sociedade bem equipada para enfrentar os desafios futuros e garantir sua viabilidade futura. A Seção 10 da Lei de Modernização do Ato de Desempenho e Resultados do Governo (GPRA) exige que as agências federais dos EUA publiquem seus planos e relatórios estratégicos e de desempenho em formato legível por máquina.
A International Budget Partnership (IBP) lançou a Iniciativa do Orçamento Aberto em 2006 com o lançamento da primeira Pesquisa do Orçamento Aberto (OBS). O OBS é uma análise abrangente e pesquisa que avalia se os governos centrais dão acesso público aos documentos orçamentários e fornecem oportunidades para a participação pública no processo orçamentário. Para medir o compromisso global com a transparência, o IBP criou o Índice do Orçamento Aberto (OBI), que atribui uma pontuação a cada país com base nos resultados da pesquisa. Enquanto o OBS é lançado semestralmente, o IBP lançou recentemente um novo OBS Tracker, que serve como uma ferramenta online para a sociedade civil, a mídia e outros atores para monitorar em tempo real se os governos estão liberando oito documentos orçamentários chave. Os dados do Índice do Orçamento Aberto são usados pela Parceria de Governo Aberto, agências de ajuda ao desenvolvimento e cada vez mais investidores no setor privado como indicadores-chave de governança, particularmente transparência fiscal e gestão de fundos públicos. Exemplos de avaliações lideradas por países incluem o Indonésio Democracy Index, monitoramento do Objetivo de Desenvolvimento do Milênio 9 sobre Direitos Humanos e Governança Democrática na Mongólia e o Índice de Felicidade Interna Bruta no Butão.
A Seção 10 da Lei de Modernização do Ato de Desempenho e Desempenho do Governo (GPRAMA) exige que as agências federais dos EUA publiquem seus planos e relatórios de desempenho em formato legível por máquina, fornecendo a base para avaliar a qualidade do desempenho das funções de governança que lhes são confiadas, conforme especificado em seus objetivos estratégicos e indicadores de desempenho. Publicar relatórios de desempenho abertamente na Web em um formato padrão legível por máquina é uma boa prática para todas as organizações cujos planos e relatórios devem ser assuntos de registro público.